# Carl Holmberg (sjöofficer)
Carl Emil Holmberg, född 11 december 1873 i Jakobs församling, Stockholm, död 10 november 1967 i Skeppsholms församling, samma stad, var en svensk sjöofficer.
Carl Holmberg var son till handlaren Carl August Holmberg. Han blev underlöjtnant vid flottan 1894, kommendörkapten av andra graden 1917 och av första graden 1919, kommendör 1925 samt inträdde i reserven 1933. Holmberg tjänstgjorde vid lotsverket 1896 och genomgick Sjökrigsskolan 1900–1902. Åren 1908–1918 tjänstgjorde han vid Marinstabens organisationsavdelning, där han bland annat utarbetade ett nytt skolreglemente för flottan. Åren 1918–1920 var han avdelningschef för Marinstabens organisationsavdelning och 1927–1933 chef för underofficers- och sjömanskårerna i Karlskrona. Holmberg var fartygschef på pansarskeppet Dristigheten 1919 och på pansarskeppet Sverige 1920–1921 samt eskaderchef för Karlskronaeskadern 1928–1929. Han tillhörde marinens reglementssakkunniga 1925. Holmberg blev ledamot av Örlogsmannasällskapet 1907 och av Krigsvetenskapsakademien 1923. Han blev riddare av Vasaorden 1913 och av Svärdsorden 1915 samt kommendör av andra klassen av sistnämnda orden 1928 och kommendör av första klassen 1931. Holmberg är begravd på Galärvarvskyrkogården i Stockholm.